# Grotesque (After the Gramme)
Grotesque (After the Gramme) è il terzo album in studio del gruppo musicale britannico The Fall, pubblicato nel 1980.

## Tracce
Side A
1. Pay Your Rates – 2:58
2. English Scheme – 2:06
3. New Face in Hell – 5:40
4. C'n'C-S Mithering – 7:36
5. The Container Drivers – 3:08

Side B
1. Impression of J. Temperance – 4:20
2. In the Park – 1:43
3. W.M.C. – Blob 59 – 1:19
4. Gramme Friday – 3:19
5. The N.W.R.A. – 9:08

## Formazione
- Mark E. Smith – voce, tape, kazoo (3), chitarra
- Marc Riley – chitarra, tastiera
- Craig Scanlon – chitarra (come "Craig Scanlan")
- Steve Hanley – basso
- Paul Hanley – batteria
- Kay Carroll – voce addizionale